# Clitophon
Clitophon (en grec ancien Κλειτόφων / Kleitóphôn) est un dialogue d'authenticité douteuse attribué à Platon. Œuvre éthique sur l'exhortation, il est l'un des dialogues socratiques courts, bien que Socrate n'en soit pas l'interlocuteur principal et qu'il y soit critiqué ainsi que son enseignement (il n'y est pas traité avec le même respect que dans les autres dialogues de Platon).

## Les personnages
Principaux
- Socrate
- Clitophon, homme politique athénien

Secondaire
- Thrasymaque, sophiste qui apparaît également dans le Livre Premier de La République de Platon.

## Le dialogue

### Prologue
Clitophon, ancien disciple de Socrate devenu politicien, a eu un entretien avec le rhéteur Lysias lors duquel il a établi un parallèle entre Socrate et Thrasymaque. Devant la préférence affichée pour Thrasymaque par Clitophon, Socrate demande à connaître les raisons de son jugement.

### Dialogue
Le ton du dialogue est tendu : Socrate est critiqué par Clitophon parce qu'il enseigne ce qu'il ne connaît pas forcément, en en faisant l'éloge, privilégiant l'exhortation plutôt que l'apprentissage de la technique par ses leçons. Le discours met en évidence l'opposition entre les socratiques et les sophistes. Les propos de Socrate lui ont été rapportés lorsqu'il rencontre Clitophon qui relate l'entretien ; Clitophon dit qu'il voit Socrate fâché, même si celui-ci feint l'indifférence, et dément. Ce qui a été rapporté à Socrate est une version des faits ; Clitophon expose la sienne. 

### Questionnements
- Premier questionnement : Les exhortations de Socrate sont-elles suffisantes ?
- Deuxième questionnement : Comment faut-il cultiver la vertu ?
- Troisième questionnement : La vertu enseignée fait-elle intervenir opinion ou science ?

### Authenticité
Par ses incongruités de fond et de forme, le Clitophon serait inauthentique. Toutefois, il y a controverse à ce sujet, G. S. Bowe en a passé quelques-unes en revue.
Les trois reproches faits à Socrate sont déjà présents dans La République :
- (409 b-c) : Socrate exhorte à la justice sans la définir ni expliciter ses vertus[4]
- (409 d-e) : Socrate ne se contente pas d'une définition de la justice et ce qui en ferait l'instrument de l'amitié des citoyens[5]
- (410 a-b) : Lorsque Socrate définit la justice, il cite Simonide de Céos, que Clitophon combat[6]